# 福知山市立川口中学校
福知山市立川口中学校（ふくちやましりつかわぐちちゅうがっこう）は、京都府福知山市に位置する公立中学校。

## 概要
1947年4月10日創立。2005年12月23日に校舎が現在の位置に移転した。2010年4月1日に福知山市立北陵中学校と統合した。2010年5月1日時点では、全校生徒は101人である。
2012年より授業でゴーヤ栽培を行っている。

## 教育
本校の出身者である豊田合成スコーピオンズに所属していたB3リーグ選手が、バスケットボール教室を開いている。

## 周辺施設
- 上川口駅
- 福知山市立上川口小学校

## 出演
- にっぽん縦断 こころ旅（2018年7月4日）[4]